# Torgeir Torgersen
Torgeir Torgersen (Rollag, 10 marzo 1923 – Stavanger, 11 gennaio 2001) è stato un calciatore norvegese, di ruolo portiere.

## Carriera

### Club
Torgersen vestì la maglia del Viking e dello Stade Français.

### Nazionale
Conta 22 presenze per la Norvegia. Esordì l'11 giugno 1947, nella vittoria per 3-1 sulla Polonia.